# Concile de Vaison (529)
Pour les articles homonymes, voir Concile de Vaison.
Présidé par l'archevêque  d'Arles, Césaire, le concile de Vaison de 529 est le troisième concile tenu dans la cité épiscopale de Vaison, en Provence. Ce concile décide la création d'écoles monastiques, d'une école par évêché et donne l'autorisation aux simples prêtres de prêcher en milieu rural.